# Tetis (titánide)

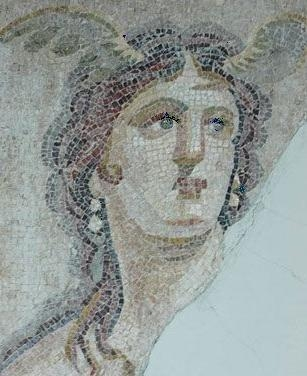
Representación de Tetis en un mosaico conservado en el Museo de Antioquía (Turquía).

En la mitología griega, Tetis (en griego antiguo: Τηθύς, Tēthýs;  «niñera», «abuela» o «tía») es una diosa primordial que personifica la fecundidad «femenina» del mar. Siempre es descrita como la esposa de Océano. Cornuto, jugando con su etimología, dice que Tetis deriva de τήθη (tḗthē), «abuela», y de ahí que la asocie con la longevidad en la naturaleza. No en vano Ovidio la denomina como «la de blancos cabellos» y los poetas órficos la denominan como de «azulado peplo», mencionándola como una metonimia para el mar.

## Versión hesiódica
En la Teogonía se nos ofrece su papel genealógico, tradición que permaneció común para los autores posteriores. «La amable Tetis» es presentada como la benjamina de las seis titánides y como tal hija de Urano y Gea, siendo Océano su hermano mayor. La fertilidad de Tetis, es, por supuesto, proverbial. De la unión entre Tetis y Océano nacieron tres mil hijas, las Oceánides, ninfas que guardan todas las partes de la tierra y las profundidades de las lagunas. Y también nacieron tres mil hijos, los Ríos u Oceánidas, que son los afluentes del río Océano que circunda el mundo. En los himnos órficos, siguiendo el mismo tono, se dice que Tetis es «madre de las sombrías nubes (‘Néfelas’) y de toda clase de fuentes (‘Náyades’) de las ninfas que abundan en las corrientes de agua». Estos dos tipos de ninfas también pueden ser parte de las Oceánides. Platón, intentando conciliar las versiones hesiódica y la homérica, dice que Urano y Gea fueron los padres de Océano y Tetis, y que de estos nacieron Forcis, Crono y Rea.

## Versión homérica
Los textos homéricos obvian la filiación de Tetis, pero la convierten en una diosa primordial. Se dice que Océano y Tetis fueron los progenitores del resto de dioses. E incluso que la pareja crio y mimó cariñosamente en su palacios a la diosa Hera, a quien acogieron de mano Rea cuando Zeus se encontraba en guerra con su padre Crono. Como testimonio de gratitud Hera logró reconciliar a Tetis y Océano, que habían reñido y ya no compartían lecho. Más tarde Hipno la visitó y Tetis lo abrazó y besó porque era su yerno querido, ya que se había desposado con Pasítea. Un mito cuenta que Hera no estaba satisfecha con la ubicación de Calisto y Arcas en el cielo, como las constelaciones de la Osa Mayor y la Osa Menor, así que pidió ayuda a su nodriza, Tetis. Esta, diosa del mar, maldijo a estas constelaciones a girar alrededor del cielo sin bajar nunca del horizonte, lo que explica que fueran circumpolares. La morada de Tetis suele situarse en los «confines de la tierra», esto es en el extremo occidental, más allá del país de las Hespérides, en la región en donde cada atardecer el Sol termina su curso. Los poetas helenísticos también celebraban su naturaleza antigua: «¡Oh, Tetis autogénita, esposa de tu coetáneo Océano, antigua como el mundo, tú que nutres todas las cosas con tus aguas mezcladas, arcaica madre nutricia!». En su faceta de diosa primordial recuerda a la Thesis de Alcmán.

## Otras versiones
Tetis, poco a poco, va identificándose con otras diosas marinas con papeles similares como Talasa y Anfítrite. Su homónima, la otra Tetis, era una diosa marina con la que se ha llegado a confundir incluso en la Antigüedad. Nótese que aunque las grafías son homónimas en español, en griego antiguo estaban diferenciadas, como Tηθύς y Θέτις (Thétis). La otra Tetis es la nereida esposa de Peleo y madre de Aquiles. Al menos en la variante genealógica más común la titánide Tetis fue madre de la oceánide Doris y esta a su vez de la nereida Tetis.  Las fuentes tardías ya confundían a ambos personajes: «Tetis, hija de Nereo y esposa de Océano».  O bien «la antigua Tetis, esposa de Océano, engendró a Tetis, madre de Aquiles, y a Clímene. Clímene fue la primera esposa de Sol, con quien engendró a Faetonte».
Robert Graves interpreta el uso del término de «aya» o «niñera» como identificador de las diosas que una vez tuvieron una importancia clave en los periodos anteriores a la documentación histórica. En una fuente tardía y severamente corrupta se nos habla de dos esposas de Océano quienes tuvieron ambas unión con Zeus: Hermíone (Eurínome) y Europa; en el resto de fuentes clásicas estas dos son hijas de Océano y Tetis. Otra versión tardía imaginaba a Tetis como hija de Cielo y Vesta (Hestia), y que Doris era otro de sus nombres. En otra versión tardía, de nuevo corrupta, se nos dice que la antigua Tetis, unida con Ofión, también llamado Océano, fue madre del Cielo (Urano).

## Representaciones e interpretaciones
Aunque estos vestigios indican un papel importante en épocas primitivas, Tetis no desempeña virtualmente papel alguno en los textos griegos conservados, ni en registros históricos de la religión y los cultos griegos. Walter Burkert señala la presencia de Tetis en el Libro XIV de la Ilíada, en el pasaje que los antiguos llamaban el «Engaño de Zeus», cuando Hera tiende una trampa a su marido diciéndole que quiere ir «a los confines de la fértil tierra, a ver a Océano, padre de los dioses, y a la madre Tetis». Burkert ve en el nombre una transformación del acadio «tiamtu» o «tâmtu» («mar»), reconocible en Tiamat.
Algunas de las pocas representaciones de Tetis que han sido identificadas con seguridad lo son gracias a las inscripciones que la acompañan, como en el mosaico de la Antigüedad Tardía (siglo IV) del suelo de unas termas en Antioquía, actualmente expuesto en Dumbarton Oaks (Washington, D. C.) En este mosaico, el busto de Tetis (rodeada de peces) surge de las aguas con los hombros desnudos. Contra su hombro descansa un timón dorado. De su frente brotan alas grises. Otra es conocida como Océano y Tetis. Un atributo principal que suele mostrar Tetis en los mosaicos grecorromanos es el par de alas que la diosa luce en su cabeza; a veces acompañada por algunos cetos, unas criaturas con la cabeza de un dragón y el cuerpo de una serpiente. Hacia el final del período representado por estos mosaicos, la iconografía de Tetis parece fusionarse con la de otra diosa del mar, Talasa, la personificación griega del mar. Esto explica el uso común de Tetis como personificación o metonimia por el mar en la poesía romana.

## Otros usos para Tetis
El honor de Tetis (Τηθύς) fueron nombrados:
- El océano Tetis, o mar de Tetis (Tethys), un océano de la era mesozoica que existió entre los continentes de Gondwana y Laurasia, previamente a la aparición del océano Índico. Otro nombre mitológico para un océano pretérito también ocurre en el caso de Pantalasa (refiriéndose así a Talasa).
- Tetis, uno de los satélites del planeta Saturno.